# Ministère des Affaires étrangères et des Cultes
Das Ministére des Affaires étrangères et des Cultes (Ministerium für auswärtige Angelegenheiten und Kulte) ist das Außenministerium der Republik Haiti.

## Geschichte
Die Verfassung Haitis vom 30. Dezember 1843 (Präsident Charles Rivière-Hérard) enthielt erstmals die Bestimmung, ein Ministerium einzurichten, das die auswärtigen Angelegenheiten des Landes koordiniert. Für mehr als  einhundert Jahre hatte das Ministerium seinen Sitz im Palais National, dem Amtssitz des Präsidenten der Republik.
Das Ministerium nahm kurz nach seiner Einrichtung die Arbeit auf, indem es diplomatisches Personal in die wichtigsten Hauptstädte Europas entsandte. So wurde am 19. Oktober 1847 B. Ardouain als Ministre-Résident offiziell in Paris akkreditiert.
Anfang der 1950er Jahre wurden eigene Baulichkeiten für das Ministerium zentral an der Uferpromenade der Hauptstadt Port-au-Prince errichtet. Diese wurden im Erdbeben des Jahres 2010 weitestgehend zerstört. Dabei ging auch das umfangreiche diplomatische Archiv, das nicht in das Nationalarchiv von Haiti eingegliedert war, vollständig verloren.

## Auftrag und Organisation
Das Außenministerium verfolgt und analysiert rechtliche, politische, soziale, wirtschaftliche und kulturelle Fragen im Ausland, betreibt Öffentlichkeitsarbeit und verwaltet die internationale Zusammenarbeit. Es gibt Weisungen an die haitianischen Botschaften und Konsulate im Ausland und ist Adressat von deren Berichten. Es ist ferner zuständig für die diplomatischen Vertretungen in Haiti.
Folgende Abteilungen stellen die Gliederung des Ministeriums dar:
- Direktion für politische Angelegenheiten (mit dem Referat für Presse- und Öffentlichkeitsarbeit)
- Direktion für internationale Institutionen
- Diplomatisches Protokoll (mit einem Büro für die fremden Missionen)
- Büro der Inspektion